# Ouverture à la concurrence du transport ferroviaire en France
 (novembre 2019).
- Monopole ou quasi-monopole
- Émergent : absence de concurrence
- En cours de libéralisation : concurrence limitée à certaines lignes[1]

Carte de l'évolution de la libéralisation ferroviaire dans les différents pays de l'Union européenne (en 2013) :
Monopole ou quasi-monopole
Émergent : absence de concurrence
En cours de libéralisation : concurrence limitée à certaines lignes
Concurrence : l'ouverture à la concurrence est effective

- Concurrence : l'ouverture à la concurrence est effective[2]

L'ouverture à la concurrence du transport ferroviaire en France, ou la libéralisation du transport ferroviaire en France, désigne couramment la politique qui permet à différentes sociétés de commercialiser leurs services de transport ferroviaire pour les voyageurs et pour le fret, en mettant progressivement fin au monopole de la SNCF (créée en 1938 par fusion des sociétés publiques et privées). Cette ouverture est conduite dans le cadre de la réglementation communautaires de l'Union européenne, en particulier plusieurs séries de directives et de règlements regroupés en quatre paquets ferroviaires.
La transposition des textes européens et la définition des modalités précises de l'ouverture à la concurrence sont du ressort de l’État. L'Autorité de régulation des transports (ART) — précédemment dénommée Autorité de régulation des activités ferroviaires et routières (ARAFER) — veille au bon fonctionnement, notamment économique, du secteur et à l'équité entre les opérateurs.
Les entreprises ferroviaires circulant sur le réseau français peuvent être publiques, privées ou d'économie mixte, françaises ou étrangères.

## Contexte

### Réglementation
Les directives 2001/12/CE, 2001/13/CE et 2001/14/CE (« premier paquet ferroviaire ») ont ouvert les services de fret ferroviaire international à la concurrence, en établissant un cadre précis et transparent pour l’allocation des capacités sur l’infrastructure et sa tarification, et en prévoyant l’établissement d’un organisme de contrôle dans chaque État membre.
Le deuxième paquet ferroviaire adopté le 23 janvier 2002 par la Commission européenne a permis d'instaurer des règles d'interopérabilité et de fonctionnement, sous l'égide d'une agence ferroviaire européenne, située à Lille et Valenciennes.
Avec le troisième paquet ferroviaire, adopté en mars 2003, la Commission européenne a proposé de poursuivre la réforme du secteur ferroviaire en ouvrant à la concurrence les transports internationaux de passagers au sein de l'Union européenne, à l'échéance de 2010.
En Grande-Bretagne, Allemagne et Suède où la concurrence sur le fret est effective, le fret ferroviaire enregistre des hausses régulières du trafic à la différence de la France et de l’Espagne.
Le 1er juillet 2016, l'ARAFER s'est opposée, par un avis défavorable, au projet de décret qui marque l’achèvement de la transposition de la directive 2012/34/UE dite « Refonte » visant à assurer un accès transparent et non discriminatoire aux installations reliées au réseau ferroviaire et à renforcer l’indépendance de leurs exploitants. Cette opposition s'accompagne d'une proposition d'amendement.
Cette opposition se base sur les dispositions générales applicables à l’ensemble des installations de service :
- sur le périmètre des installations soumises à régulation (exclusions du champ d’application du décret no 2012-70 du 20 janvier 2012 et fourniture du courant de traction) ;
- les conditions d’accès aux installations de service (services offerts par les exploitants et refus opposés par les exploitants d’installations de service) ;
- les obligations relatives à la tarification des installations de service (obligations comptables et l’établissement de devis par les exploitants d’installations de service et la publication et la communication des tarifs) ;
- la consultation de l’Autorité par les exploitants d’installations de service (calendrier de l’avis conforme sur la fixation des redevances et consultation de l’Autorité sur les aspects techniques et contractuels de l’accès aux installations de service).

Elle se base aussi sur les dispositions spécifiques à certaines installations de service :
- les gares de voyageurs (le directeur des gares de voyageurs et les spécificités des redevances en gares, et le cas particulier des quais) ;
- les terminaux de marchandises ;
- les stations d’approvisionnement en combustible ;
- les installations d’entretien et les autres infrastructures techniques.

### Gestion des sillons
L'ouverture à la concurrence pose la question de l'attribution des sillons horaires. L'annulation d'un sillon peut perturber certaines sociétés ferroviaires, notamment pour le fret. Cette question a notamment intéressé les sociétés Euro Cargo Rail, Voies ferrées locales et industrielles (VFLI, filiale de la SNCF), Europorte (filiale de Getlink) et T3M en 2014.
La gestion des sillons est effectuée au travers d'un mécanisme financier (de bonus-malus lié à la performance). Ce mécanisme doit inciter le gestionnaire d'infrastructure SNCF Réseau à améliorer la qualité des sillons attribués en ayant un meilleur prévisionnel des travaux et les candidats souhaitant acquérir ces sillons à les restituer dès que l'usage devient inutile. Ce mécanisme SIPH doit être mis en place à l'horizon 2019.
| Le graphique qui aurait dû être présenté ici ne peut pas être affiché car il utilise l'ancienne extension Graph, désactivée pour des questions de sécurité. Des indications pour créer un nouveau graphique avec la nouvelle extension Chart sont disponibles ici . | Le graphique qui aurait dû être présenté ici ne peut pas être affiché car il utilise l'ancienne extension Graph, désactivée pour des questions de sécurité. Des indications pour créer un nouveau graphique avec la nouvelle extension Chart sont disponibles ici . |
| Source Arafer. | |

## Concurrence dans le transport des marchandises

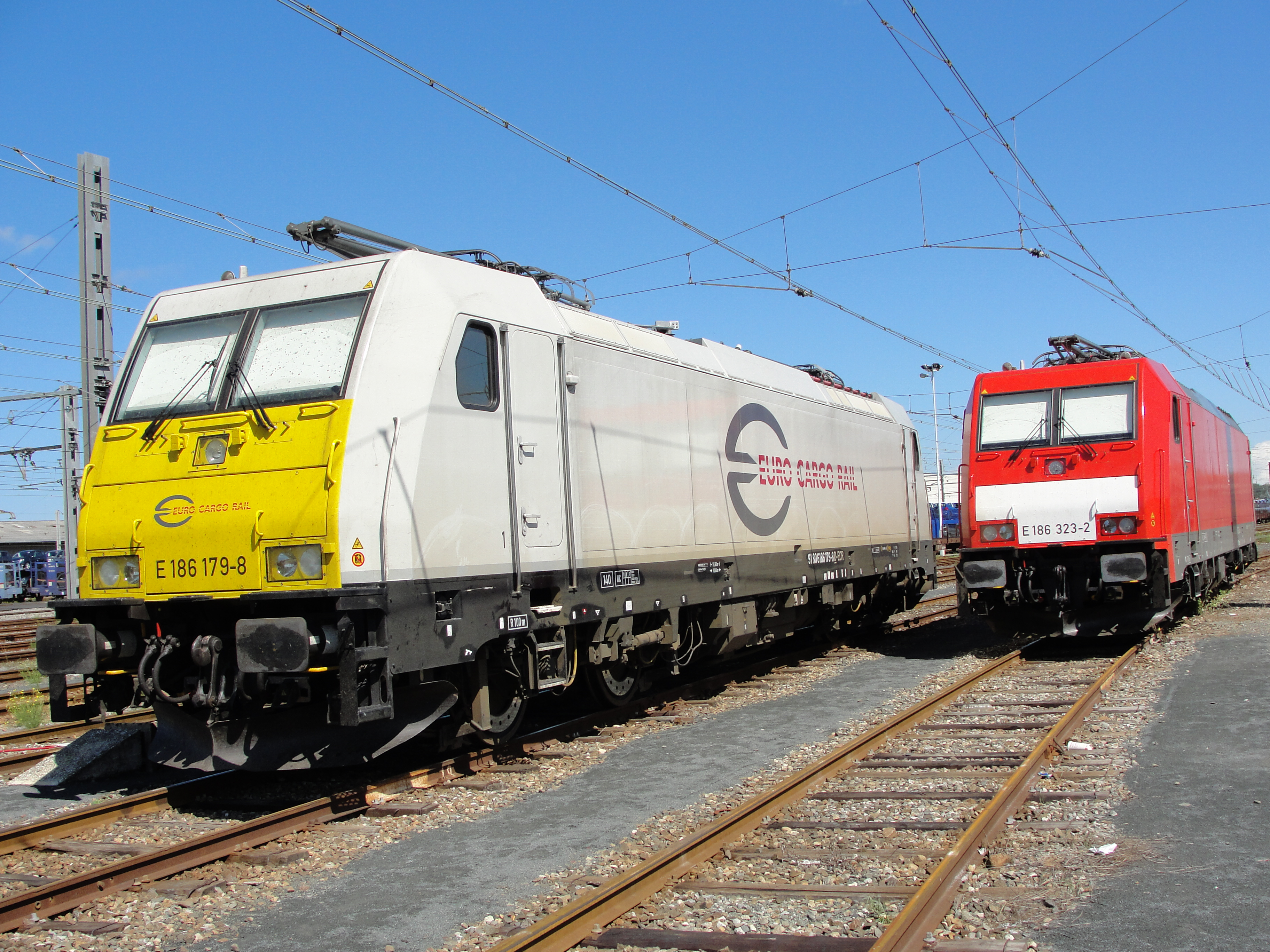
Locomotives de la compagnie ECR, circulant sur le réseau français.

En droit, l'ouverture à la concurrence du transport ferroviaire de fret en France s'est faite en deux étapes :
- 7 mars 2003 : ouverture du transport international de fret[9] avec une première circulation en juin 2005[10] ;
- 31 mars 2006 : ouverture du transport intérieur de fret[9], complétant ainsi l'ouverture du marché du fret.

L'ouverture en droit a été suivie dans les faits :
- 17 février 2004 : Europorte 2, une filiale d'Eurotunnel, est la première entreprise ferroviaire indépendante de SNCF à obtenir une licence ferroviaire, nécessaire pour exploiter des services de transport de fret en France ;
- 13 juin 2005 : CFTA, filiale de Transdev, est la première entreprise ferroviaire indépendante de la SNCF (depuis sa création en 1938) à circuler sur le réseau ferré national.

Depuis, plus d'une vingtaine d'entreprises ferroviaires ont circulé sur le réseau ferré de façon à honorer leurs contrats de transport avec les chargeurs (industriels, logisticiens, coopératives agricoles, etc.).
Début 2012, les entreprises ferroviaires concurrentes de Fret SNCF assurent 20 % du transport ferroviaire de marchandises en France.
En 2016, il apparaît que le transport ferroviaire en France bénéficie de tarifs très largement inférieurs à la moyenne européenne, alors qu'il existe une obligation européenne de justesse des prix en fonction des coûts réels. Pour répondre à ces obligations européennes, l’État a décidé de baisser progressivement les subventions dans ce secteur de marché. Le but est à un terme de dix années d'obtenir un fonctionnement de marché où «le prix correspondra à la prestation». Ainsi, les péages du fret ferroviaire doivent augmenter entre 2018 et 2027. L'augmentation serait de l'ordre de 4,6 % annuel, soit environ 56,8 % sur dix ans (hors inflation).
Le manque à gagner pour SNCF Réseau reste compensé sur la période transitoire ; en 2016, cela correspond à 90 millions d'euros. Les autres subventions seront reconduites : jusqu'en 2020 pour l'aide publique de 10 millions d'euros annuels pour rénover des voies dont le seul usage est le fret ; reconduction en 2018 de 10 millions d'euros annuels pour le transport combiné (rail-route) ; et de 20 millions d'euros pour des travaux de réduction du bruit liés à la circulation des trains de fret.
Le 8 décembre 2016, Euro Cargo Rail principale société de transport ferroviaire de fret, détenant 18 % des parts de marché, lance un plan de sauvegarde de l'emploi (PSE), après avoir perdu 25 millions d'euros en 2016. Le PSE s'inscrit dans une réorganisation visant à la fermeture de 7 des 28 agences et à la suppression de 300 emplois. Trois difficultés sont invoquées : l'enchérissement de prix des sillons, la qualité des sillons, la concurrence du transport routier exacerbées par la suppression de la taxe nationale sur les véhicules de transport de marchandises.
|                                         |                | 1998 | 2002 | 2004 | 2006 | 2008 | 2010 | 2011 | 2013 | 2015 | 2017 | 2019 | 2021 |
| --------------------------------------- | -------------- | ---- | ---- | ---- | ---- | ---- | ---- | ---- | ---- | ---- | ---- | ---- | ---- |
| Volume de fret (milliards de tonnes.km) |                | 55   | 51   | 46   | 43   | 41   | 30   | 34   | 32   | 34,3 | 35,4 | 33,5 | 35,7 |
| Part de la SNCF (%)                     | Fret SNCF      | 100  | 100  | 100  | 99   | 89   | 76   | 67   | 73   | 74   | 58   | 55   | 49   |
| Part de la SNCF (%)                     | VFLI/Captrain  | 100  | 100  | 100  | 99   | 89   | 76   | 67   | 73   | 74   | 10   | 12   | 14   |
| Part de la SNCF (%)                     | Naviland Cargo | 100  | 100  | 100  | 99   | 89   | 76   | 67   | 73   | 74   | 2    | 3    | 4    |
| Part des concurrents (%)                |                | 0    | 0    | 0    | 1    | 11   | 24   | 20   | 27   | 26   | 30   | 30   | 33   |

## Transport national de voyageurs
Comme dans le transport de marchandises, l'ouverture à la concurrence du transport ferroviaire de voyageurs en France se réalise en plusieurs étapes.

### Historique

#### Cabotage

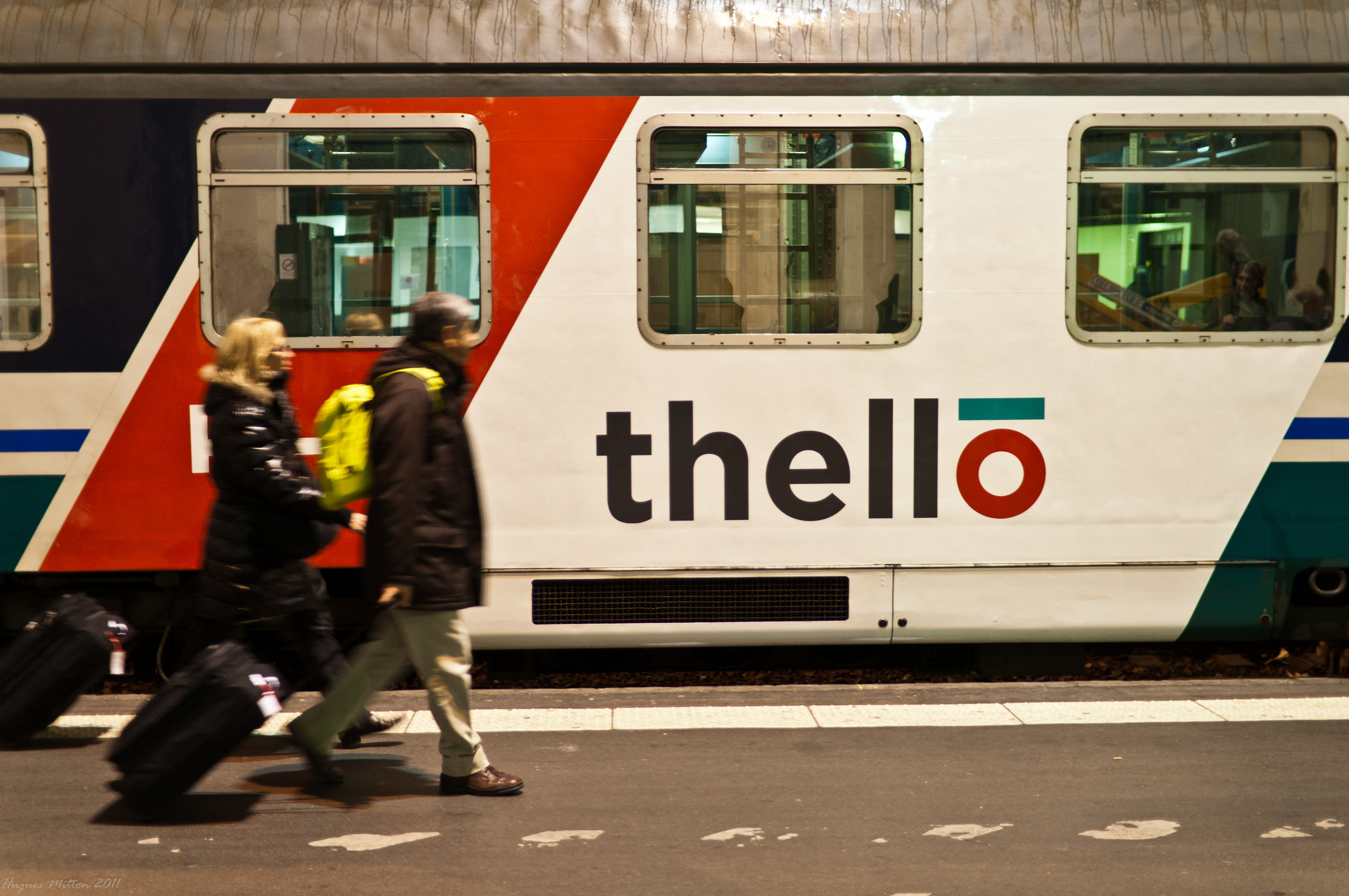
Voiture de la compagnie Thello, à Paris-Gare-de-Lyon.

- 13 décembre 2009 : ouverture du transport international de voyageurs, avec possibilité de cabotage[19].
- Le transport intérieur de voyageurs n'est pas encore ouvert à la concurrence.

De 2011 à l'été 2021, la compagnie Thello propose ses services aux voyageurs. Il s'agit de trains de nuit entre Paris et Venise ainsi que de trains de jour entre Marseille et Milan. L'ouverture à la concurrence du transport intérieur fait l'objet de nombreuses discussions.

#### Cadre régional et francilien
Nathalie Kosciusko-Morizet, alors ministre de l'Écologie et des Transports du gouvernement Fillon, avait annoncé une expérimentation dès 2014 de l'ouverture du transport régional, sans donner de calendrier pour les services à grande vitesse. En 2012, Frédéric Cuvillier, ministre des Transports du gouvernement Jean-Marc Ayrault, annonce que le transport intérieur ne sera pas ouvert à la concurrence avant 2019, date butoir fixée par l'Union Européenne.
La loi no 2009-1503 prévoit un calendrier spécifique pour l'ouverture à la concurrence des services franciliens de transport ferroviaire (RER, Transilien, et RER de la RATP), en prévoyant le maintien des monopoles de la SNCF et de la RATP jusqu'au 31 décembre 2039,.

#### Autocars
En 2015, la SNCF fait face à l'ouverture à la concurrence des autocars provoquée par la loi pour la croissance, l'activité et l'égalité des chances économiques, dite « loi Macron ». La SNCF prévoit de perdre 200 millions d'euros du fait de cette concurrence, qui vient s'ajouter à la concurrence des avions et des voitures.

#### Préparation
Plusieurs formes de concurrence sont envisagées :
- le libre accès qui concerne des trains grandes lignes de type TGV. Il est réservé aux sociétés ayant l'envergure pour prendre les risques inhérents à ces transports ;
- les concessions des Intercités par l'État et les concessions des Transports express régionaux (TER) par les régions permettent à des opérateurs publics ou privés de se positionner sur le marché sans prendre de risques, les investissements comme l'achat des trains étant à la charge des régions[27].

Pour le président de la SNCF, l'ouverture à la concurrence pose certaines questions :
- vente des deux types de billets au guichet ;
- trains ayant accès à la maintenance grande vitesse ;
- accès aux gares ;
- accès aux meilleurs quais ;
- règles de priorité des trains.

L'Autorité de régulation des transports (ARAFER) considère que l'ouverture à la concurrence peut être contrastée en termes de tarif, en augmentant les prix plus vite que l'inflation sur les lignes non rentables conventionnées, mais en diminuant les prix sur les lignes rentables.

#### Premiers concurrents
Le 15 juin 2025, une société propose des trajets Paris MArseille, un peu moins cher, mais moins nombreux, plus lents, et moins bien remboursés en cas de retard.

### Trains de nuit
En février 2016, Alain Vidalies, secrétaire d’État aux Transports, a déclaré que l’État allait se désengager de six des huit lignes de nuit « Intercités de nuit » exploitées par la SNCF dès le 1er juillet 2016. Il appelle ainsi les concurrents à proposer de « nouveaux schémas d’exploitation innovants ».
Avec une fréquentation en baisse de 25 % depuis 2011, pour transporter 3 % des passagers Intercités, ces trains de nuit génèrent 25 % du déficit de la branche (perte de 340 millions d’euros annuel). Pour le ministre, il s'agit d'un modèle « épuisé sur le plan économique », qu'il qualifie de « boulet » pour la SNCF.
Pour Jean Ghedira, le directeur de la branche Intercités, « Le produit est désuet et perd beaucoup d’argent. Pour 1 euro de recette, j’ai presque 2 euros de perte. De plus, il est compliqué à faire circuler. La nuit, les travaux sont nombreux sur les voies. ». Pour lui, il faut « repenser l’offre », dans ce contexte d’ouverture à la concurrence où il voit « une opportunité à saisir ».
Certaines lignes prendront fin au 1er octobre 2016, l'offre proposée par Transdev n'ayant pas été acceptée par l'État.

### Intercités
Certaines lignes de « trains d'équilibre du territoire » (TET), appelées Intercités par la SNCF, sont également inscrites dans une logique d'ouverture à la concurrence. Ainsi, le premier avis préalable au lancement d'un appel d'offres est publié en janvier 2019, pour un lot de deux lignes dont le nouvel opérateur devrait être choisi en 2022 : Nantes – Bordeaux et Nantes – Lyon. Chaque année, ces deux lignes, pour lesquelles l'État verse 25 millions d'euros de subventions, transportent un million de voyageurs.

### Grande vitesse
En raison du quatrième paquet ferroviaire européen, adopté fin 2016 à une courte majorité au Parlement européen, les lignes TGV (qui représentent 10 % du trafic en France) doivent être ouvertes à la concurrence à partir de 2020. Pour la grande vitesse, l'ouverture à la concurrence commerciale est donc prévue en décembre 2020, et la mise en service en 2021.
En France, la rentabilité du TGV est inférieure au coût moyen du capital et deux TGV sur trois perdent de l'argent.
Pour le président de la SNCF, peu de sociétés commercialiseront des lignes de transport à grande vitesse si les problèmes de rentabilité ne sont pas réglés, notamment :
- le financement de l'infrastructure et de la dette du gestionnaire de l'infrastructure, SNCF Réseau ;
- la cherté et la hausse continue des péages ;
- le choix de financer la rénovation du réseau par le TGV.

Pour lui, l'augmentation continue des péages oblige à réduire de plus en plus le nombre de trains circulant.
En 2018, pour lutter contre cette augmentation des péages et assainir la compagnie ferroviaire et le gestionnaire du réseau, le gouvernement français annonce reprendre 35 milliards d'euros de dette de la SNCF en 2020 et 2022.
Le président de la SNCF souhaite également que les règles du jeu soient équitables, afin de ne pas être défavorisé face à ses concurrents, car :
- l'opérateur historique paye en France des cotisations de retraite de 14 %, supérieures à celles d'un opérateur privé ;
- la SNCF a l'interdiction de licencier tout salarié au statut de cheminot ;
- la fiscalité est plus lourde que pour les opérateurs privés ;
- des obligations de service public ne sont pas compensées (certains arrêts TGV, emploi local).

Guillaume Pepy préfère l'open-access (en), où tous les opérateurs sont autorisés à opérer sur une ligne donnée. À l'inverse, Hervé Maurey et Louis Nègre sont davantage en faveur d'un système de franchise : des lots de voies ferrées sont attribuées, normalement par appel d'offres. Parmi les lignes d'une même franchise, certaines peuvent être rentables et d'autres moins. Le système de concession offre plus de liberté aux entreprises, mais réduit le contrôle du gérant de réseau (dans ce cas, SNCF Réseau). Le système de concession est donc généralement comme une première étape vers la privatisation du rail.
En 2021, la France accueille un opérateur à grande vitesse supplémentaire avec Trenitalia France, qui commercialise une offre grande vitesse entre Paris et Lyon, qui se prolonge sur Chambéry, Modane, Turin et Milan, reliant les deux villes en moins de 7 h.
Par ailleurs, lors de la dissolution de l'alliance Renfe-SNCF en Coopération en décembre 2022, les AVE Lyon-Part-Dieu – Barcelone-Sants et Marseille-Saint-Charles – Barcelone-Sants – Madrid-Atocha sont supprimés. La Renfe relance seule, selon le principe de l'open-access, ces deux liaisons à partir de juillet 2023.

### Candidats grandes lignes

#### Flixtrain
En 2019, Flixtrain, opérateur privé et filiale de la société allemande FlixMobility (qui a lancé les FlixBus), propose de créer cinq liaisons : Paris-Nord – Bruxelles-Nord, Paris-Bercy – Lyon-Perrache, Paris-Bercy – Nice (train de nuit), Paris-Bercy – Toulouse et Paris-Austerlitz – Bordeaux. Ces liaisons, assurées en trains classiques, seraient similaires au service Intercités de la SNCF (mais sans participation de l'État comme autorité organisatrice de transports).
En avril 2020, l'entreprise annonce le report sine die de son entrée en France face aux coûts annoncés pour l'utilisation du réseau. Plus aucune date n’est avancée pour ce développement.

#### Renfe
En juillet 2019, la compagnie nationale espagnole Renfe annonce vouloir proposer des liaisons sans partenariat avec la SNCF dès 2020.
L'opérateur dispose d'ores et déjà de matériel à grande vitesse opérant en France, via ses rames S-100, et envisage de se focaliser sur le sud de la France ainsi qu'entre Lyon et Marseille.
À partir du 13 décembre 2021, la Renfe veut proposer cinq allers-retours par jour en TGV à bas coûts entre Lyon et Marseille via Avignon.
En 2022, Renfe annonce l'échec de son ambition en raison de la signalisation ferroviaire.
Finalement, la Renfe lance seule les AVE Lyon – Barcelone et Marseille – Madrid en juillet 2023 ; en outre, elle souhaite desservir Paris en 2024.

#### Trenitalia
L'opérateur italien Trenitalia France propose, depuis fin 2021, des trains à grande vitesse entre Paris et Milan,. Des tests de rame ETR1000 spécialement modifiées pour le réseau français ont eu lieu dès fin 2019.
En parallèle, l'opérateur ambitionne aussi de se positionner sur des liaisons Paris – Bruxelles et Paris – Bordeaux, avec du matériel Zefiro du constructeur Bombardier.

#### Railcoop
Railcoop, nouvel opérateur ferroviaire sociétarial (SCIC), annonce une réouverture de la liaison Bordeaux St-Jean - Lyon-Part-Dieu pour juin 2022 avec trois allers-retours quotidiens, dont un de nuit. Faute de financement, Railcoop n'est pas en mesure d'annoncer la date de mise en service et est mise en liquidation judiciaire par le tribunal de Figeac
Des horaires ont également été notifié à l'Autorité de régulation des transports (ART) pour les liaisons Lyon - Thionville et Toulouse - Rennes.

#### Le Train
La société bordelaise Le Train ambitionne de réduire les temps de parcours entre les villes situées entre Bordeaux et Rennes, grâce à des trains à grande vitesse (circulants sur les LGV Bretagne-Pays de la Loire et LGV Sud Europe Atlantique). Elle s'est tournée vers le constructeur espagnol Talgo pour la fourniture des rames.

#### Kevin Speed
La société française Kevin Speed espère faire rouler une « vingtaine de trains » à grande vitesse d'« un constructeur français » en quasi continu entre le bassin parisien et des villes comme Lille, Strasbourg ou Lyon, vendant des billets à bas coûts et proposant un train toutes les heures. Le type de trains utilisé aurait une « motorisation répartie » ; or, le seul Train à grande vitesse (TAGV) français disponible — correspondant à ces caractéristiques — est l'automotrice à grande vitesse (AGV) d'Alstom.

#### Proxima
La société française Proxima, est apparue au grand public via la scène médiatique le 6 juin 2024 en annonçant avoir acheté auprès d'Alstom 12 rames Avélia horizon (le même modèle que le TGV M) pour 1 milliard d'euros. La livraison est prévue pour 2027, où les rames devraient circuler sur l'axe atlantique (Paris à Rennes, Nantes et Bordeaux, via les LGV Atlantique, Bretagne-Pays de la Loire, et Sud Europe Atlantique).

## Transport voyageur régional

### Expérimentations régionales
Si le dernier moment est attendu, l'ouverture à la concurrence est prévue fin 2019 pour les lignes régionales de type trains régionaux et fin 2021 pour les lignes à grande vitesse (trains à grande vitesse). Toutefois, le président de la SNCF, Guillaume Pepy, souhaite une ouverture à la concurrence qui commence rapidement par une période d'expérimentation qui pourrait se dérouler sur la période 2017-2019. Il souhaite se positionner sur les bas coûts et sur l'environnement, en évitant notamment de faire de l'avion. Les offres existantes — Ouigo (TGV), OuiCar (voiture) et Ouibus (autocar) — pourraient ainsi être complétées par des offres Intercités ou TER.
Guillaume Pepy s'attend à une « concurrence très belle » :
- au niveau des trains grandes lignes, l'arrivée d'opérateurs privés ou publics, tels que Deutsche Bahn et Trenitalia, est attendue[réf. nécessaire] ;
- au niveau des trains locaux, les sociétés Transdev (filiale à 66 % de la Caisse des Dépôts et Consignations), une filiale de la Deutsche Bahn, Arriva des chemins de fer néerlandais Abellio, ou encore MTR (exploitant du métro de Hong Kong) sont attendus[réf. nécessaire].

Le choix d'une ou plusieurs lignes pour expérimenter la concurrence est envisagée. L'article de loi L1224 du code du travail, en permettant le transfert des cheminots à la société concurrente qui prendra la suite de la ligne exploitée jusqu'alors par la seule SNCF, devrait faciliter l'ouverture à la concurrence.
En 2016, la région Provence-Alpes-Côte d'Azur a décidé de ne pas renouveler un contrat de dix ans qui doit se terminer en décembre 2016 sur le marché des TER de la région d'un montant de 291 millions d'euros annuels. Cette région souhaite accélérer l'ouverture à la concurrence dès 2019 pour devenir une « région pilote ». Pour cela, la région s’inscrirait dans un groupement européen de coopération territoriale, qui associerait au moins Monaco et la région italienne de Ligurie. L'offre alternative pourrait s'articuler autour d'une composante ferroviaire avec la société italienne Thello, et une composante routière avec les « autocars régionaux » (LER Provence-Alpes-Côte d'Azur) et les « bus à haut niveau de service ». L'hypothèse d'une gestion en régie publique est même à l'étude pour éviter le monopole de la société nationale de chemins de fer, certains TER sont supprimés par manque de conducteurs.
L'expérimentation pose la question du périmètre des appels d’offres : l'ouverture à la concurrence porte-t-elle sur toutes les voies ? porte-t-elle sur les infrastructures ? Qu'adviendra-t-il des 28 000 agents SNCF affectés aux services TER ?
La région Bourgogne-Franche-Comté, envisage de nouveaux opérateurs pour 10 % des lignes TER alors que la région Pays de la Loire envisage 10 à 12 % des lignes TER. Toutefois, ceci nécessite une nouvelle loi.
La région Corse n'est pas concernée par l'ouverture à la concurrence car le train n'y est pas géré par la SNCF, mais par les Chemins de fer de la Corse, une société d'économie mixte.
Pour l'ouverture à la concurrence régionale — dès décembre 2019 — le principe de transfert obligatoire du personnel a été posé par l'Union des transports publics et ferroviaires.
Régions de France s'est positionné sur cette question en recommandant une loi « girondine » permettant notamment l'existence de régie ou société publique locale.
L'association souhaite que l'ouverture ne se fasse pas au détriment du personnel ou des intérêts du service public. Elle souhaite aussi que la loi fixe le socle minimal des données souhaitées.
En ce qui concerne les systèmes de billetterie et d’informations des voyageurs multimodaux, régions de France souhaite des architectures régionales plutôt qu’une plateforme nationale.
Les régions souhaitent également la mise en place d'un système de titre unique de transport indépendamment de la modalité de transport utilisée.
La région Grand Est souhaite ouvrir certaines lignes à la concurrence dès 2022.
Plusieurs Régions ont annoncé leur calendrier d'ouverture à la concurrence : 
| Région                        | Lot                                                      | lignes desservies | Exploitant retenu                                        | Date d'attribution du Contrat                            | Date de démarrage et durée du Contrat                    |
| ----------------------------- | -------------------------------------------------------- | --- | -------------------------------------------------------- | -------------------------------------------------------- | -------------------------------------------------------- |
| Auvergne Rhône Alpes          | Auvergne                                                 | Clermont-Ferrand Thiers, Clermont-Ferrand Moulins, Clermont-Ferrand Volvic, Brioude Clermont-Ferrand, Clermont-Ferrand Montluçon, Commentry Montluçon Bourges, Clermont-Ferrand Le Puy En Velay, Montluçon Vierzon, Aurillac Brive La Gaillarde, Clermont Aurillac, Aurillac-Figeac-Capdenac, Clermont- Ferrand Nîmes |                                                          |                                                          | Décembre 2028                                            |
| Auvergne Rhône Alpes          | Etoiles de Chambéry et Grenoble                          | |                                                          |                                                          | 2032-2033                                                |
| Auvergne Rhône Alpes          | Grandes distances                                        | |                                                          |                                                          | décembre 2033                                            |
| Auvergne Rhône Alpes          | Haute Savoie et frontalier                               | |                                                          |                                                          | décembre 2033                                            |
| Auvergne Rhône Alpes          | Etoile ferroviaire Lyonnaise                             | |                                                          |                                                          | décembre 2033                                            |
| Bourgogne Franche Comté       | Bourgogne Ouest Nivernais                                | Dijon-Mâcon ; Dijon-Nevers ; Dijon-Paray-le-Monial ; Nevers Cosne ; Nevers-Moulins ; Lyon-Paray le Monial - Nevers | SNCF                                                     | 16 mai 2025                                              | 12 décembre 2026                                         |
| Bourgogne Franche Comté       | PLM                                                      | Paris-Dijon-Lyon |                                                          | 2027                                                     | décembre 2029                                            |
| Bourgogne Franche Comté       | Etoiles de Dijon et de Besançon                          | |                                                          | 2030                                                     | décembre 2032                                            |
| Bourgogne Franche Comté       | Jura Pied des Vosges                                     | |                                                          | 2030                                                     | décembre 2032                                            |
| Bretagne                      | Pas d'ouverture à la concurrence programmée              | Pas d'ouverture à la concurrence programmée | Pas d'ouverture à la concurrence programmée              | Pas d'ouverture à la concurrence programmée              | Pas d'ouverture à la concurrence programmée              |
| Centre Val de Loire           | Les lots ouverts à la concurrence n'ont pas été annoncés | Les lots ouverts à la concurrence n'ont pas été annoncés | Les lots ouverts à la concurrence n'ont pas été annoncés | Les lots ouverts à la concurrence n'ont pas été annoncés | Les lots ouverts à la concurrence n'ont pas été annoncés |
| Hauts de France               | Etoile d'Amiens                                          | les lignes Amiens vers Abancourt et Rouen, Abbeville, Albert, Saint-Quentin, Laon, Compiègne, et Creil, et Creil vers Beauvais, Beauvais vers Le Tréport, Abbeville vers le Tréport et Laon vers Hirson. | SNCF                                                     | 30 mars 2023                                             | 10 décembre 2024                                         |
| Hauts de France               | Dessertes Parisiennes                                    | Paris - Creil - Amiens - Calais, Paris - Creil - Compiègne - Saint-Quentin - Maubeuge/Cambrai, Paris - Laon, Beauvais-Paris et Amiens - Creil - Roissy et Saint-Quentin - Creil - Roissy |                                                          | mi 2026                                                  | 12 décembre 2027 (9 ans)                                 |
| Hauts de France               | TERGV                                                    | Amiens – Arras – Lille ; Lille – Dunkerque ; Lille – Calais – Boulogne – Rang-du-Fliers |                                                          | 2027                                                     | 10 décembre 2028                                         |
| Sud                           | Intermétropoles                                          | Marseille - Toulon - Nice | Transdev                                                 | 2021                                                     | 29 juin 2025                                             |
| Sud                           | Sud Azur                                                 | Cannes - Menton ; Cannes - Grasse ; Les Arcs - Cannes ; Menton - Vintimille | SNCF                                                     | octobre 2021                                             | 15 décembre 2024 (10 ans)                                |
| Sud                           | Provence et lignes des Alpes                             | Marseille-Aubagne-Toulon-Hyères ; Marseille-Toulon-les Arcs Draguignan ; Marseille-Aix-en- Provence-Pertuis ; Marseille-Gap-Briançon ; Briançon-Gap-Valence-Romans |                                                          | 20 octobre 2025                                          | décembre 2029 (10 ans)                                   |
| Sud                           | Lot 4                                                    | Marseille-Miramas, via Rognac et via la Côte Bleue Marseille-Avignon, via Arles et via Cavaillon Marseille-Avignon-Valence-Lyon Marseille-Nîmes-Montpellier Avignon-Carpentras |                                                          |                                                          | décembre 2028                                            |
| Normandie                     | Etoile de Caen                                           | Caen / Rouen ; Caen / Lisieux ; Caen / Rennes ; Lisieux / Trouville Deauville ; Trouville Deauville / Dives Cabourg ; Caen / Coutances ; Caen / Granville ; Caen / Evreux ; Caen / Cherbourg ; |                                                          | février 2026                                             | 11 juillet 2027                                          |
| Normandie                     | Etoile de Rouen                                          | |                                                          |                                                          | décmbre 2029                                             |
| Normandie                     | Paris-Granville                                          | Paris-Granville |                                                          |                                                          | décembre 2029                                            |
| Normandie                     | Normandie-Saint Lazare                                   | Le Havre-Saint Lazare ; Caen - Saint Lazare |                                                          |                                                          | décembre 2029                                            |
| Nouvelle Aquitaine            | Poitou-Charente                                          | - Poitiers-Châtellerault - Poitiers - Angoulême - Poitiers - La Rochelle - Angoulême - Bordeaux - Niort - Saintes - Royan - Angoulême - Saintes - Royan - La Rochelle - Bordeaux - La Rochelle - Rochefort. |                                                          | juin 2026                                                | décembre 2027 (10 ans)                                   |
| Nouvelle Aquitaine            | Limousin Perigord                                        | Angoulême - Saillat - St-Junien - Limoges • La Souterraine - Limoges • Limoges - Uzerche - Brive • Limoges - St Yrieix Objat - Brive • Poitiers - Limoges • Montluçon/Felletin - Guéret - Limoges • Limoges - Eymoutiers - Ussel • Ussel - Tulle - Brive • Limoges - Périgueux - Bordeaux • Ussel - Brive - Périgueux – Bordeaux (dont missions Coutras/Mussidan – Périgueux - Niversac) • Périgueux – Le Buisson – Sarlat/Monsempron-Libos - Agen – Agen TGV |                                                          |                                                          | décembre 2029                                            |
| Nouvelle Aquitaine            | Sud                                                      | Bordeaux - Hendaye - Irun • Bordeaux - Pau - Tarbes • Hendaye - Bayonne - Pau -Tarbes • Bayonne - Saint-Jean-Pied-de-Port • Pau - Oloron-Ste-Marie - Bedous |                                                          |                                                          | décembre 2029                                            |
| Nouvelle Aquitaine            | "lot C"                                                  | |                                                          |                                                          |                                                          |
| Occitanie                     | Pas d'ouverture à la concurrence programmée              | Pas d'ouverture à la concurrence programmée | Pas d'ouverture à la concurrence programmée              | Pas d'ouverture à la concurrence programmée              | Pas d'ouverture à la concurrence programmée              |
| Pays de la Loire              | Sud Loire et tram-train                                  | Nantes - Pornic, Nantes - Saint-Gilles-Croix-de-Vie, Nantes - La Roche-sur-Yon, Nantes - Les Sables d'Olonne, Nantes - La Rochelle, Nantes - Cholet, Angers - Cholet. Nantes - Châteaubriant, Nantes - Clisson | SNCF                                                     | 22 juin 2023                                             | 15 Décembre 2024                                         |
| Pays de la Loire et Normandie | Etoile Mancelle                                          | Alençon - Château-du-Loir ; Caen - Le Mans - Tours ; Laval - Nogent-Le-Rotrou ; Le Mans - Angers |                                                          | novembre 2026                                            | décembre 2030 (10 ans)                                   |
| Région Grand Est              | Ligne 14                                                 | Nancy - Contrexéville | Transdev                                                 | 24 mai 2024                                              | décembre 2027                                            |
| Région Grand Est              | Etoile de Reims                                          | Reims -Epernay - Château Thierry; Champagne Ardenne TGV - Reims - Charleville-Mézières - Sedan; Reims - Châlons en Champagne - Saint Dizier - Chaumont- Culmont-Chalindrey - Dijon; Charleville-Mézières - Givet; Charleville-Mézières - Longuyon - Longwy; Reims - Fismes; Reims - Laon |                                                          | juillet 2027                                             | Juillet 2029                                             |
| Région Grand Est              | Bruche-Piémont                                           | Strasbourg-Molsheim-Sélestat ; Strasbourg - Saint-Dié-des-Vosges - Epinal |                                                          | Mars 2026                                                |                                                          |
| Région Grand Est              | Transfrontalier Moselle / Transfrontalier Rhin           | neustadt - wissembourg - haguenau - strasbourg ; müllheim - mulhouse ; offenburg - strasbourg ; offenburg - freiburg - müllheim ; wörth - speyer - mannheim ; karlsruhe - wörth - lauterbourg - strasbourg ; strasbourg - sarrebruck ; sarrebruck - forbach - metz ; trèves - perl - metz |                                                          | 2025 ?                                                   | 2027 ?                                                   |

### Transports en commun en Île-de-France

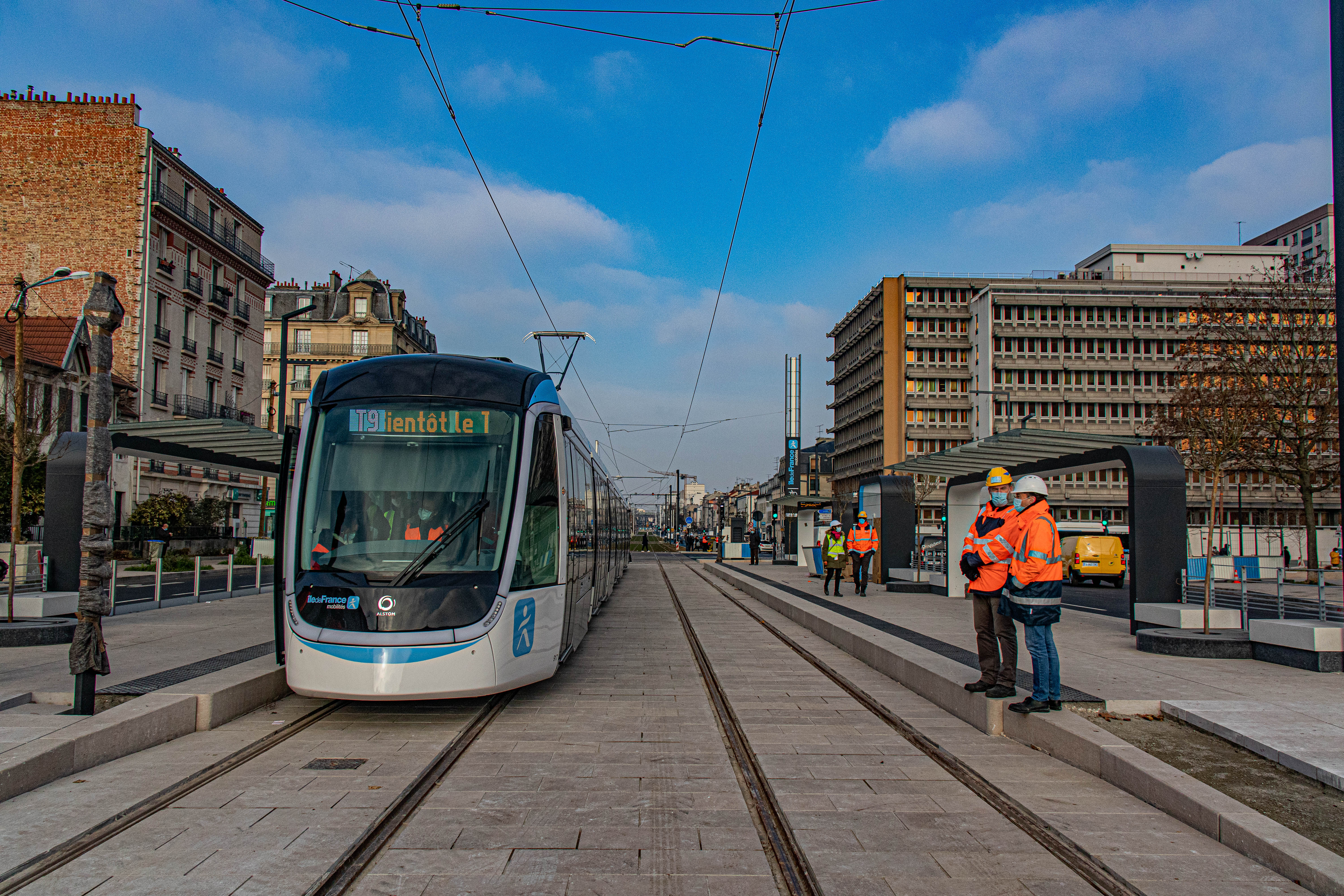
La ligne T9, première ligne de tramway non exploitée par la RATP.

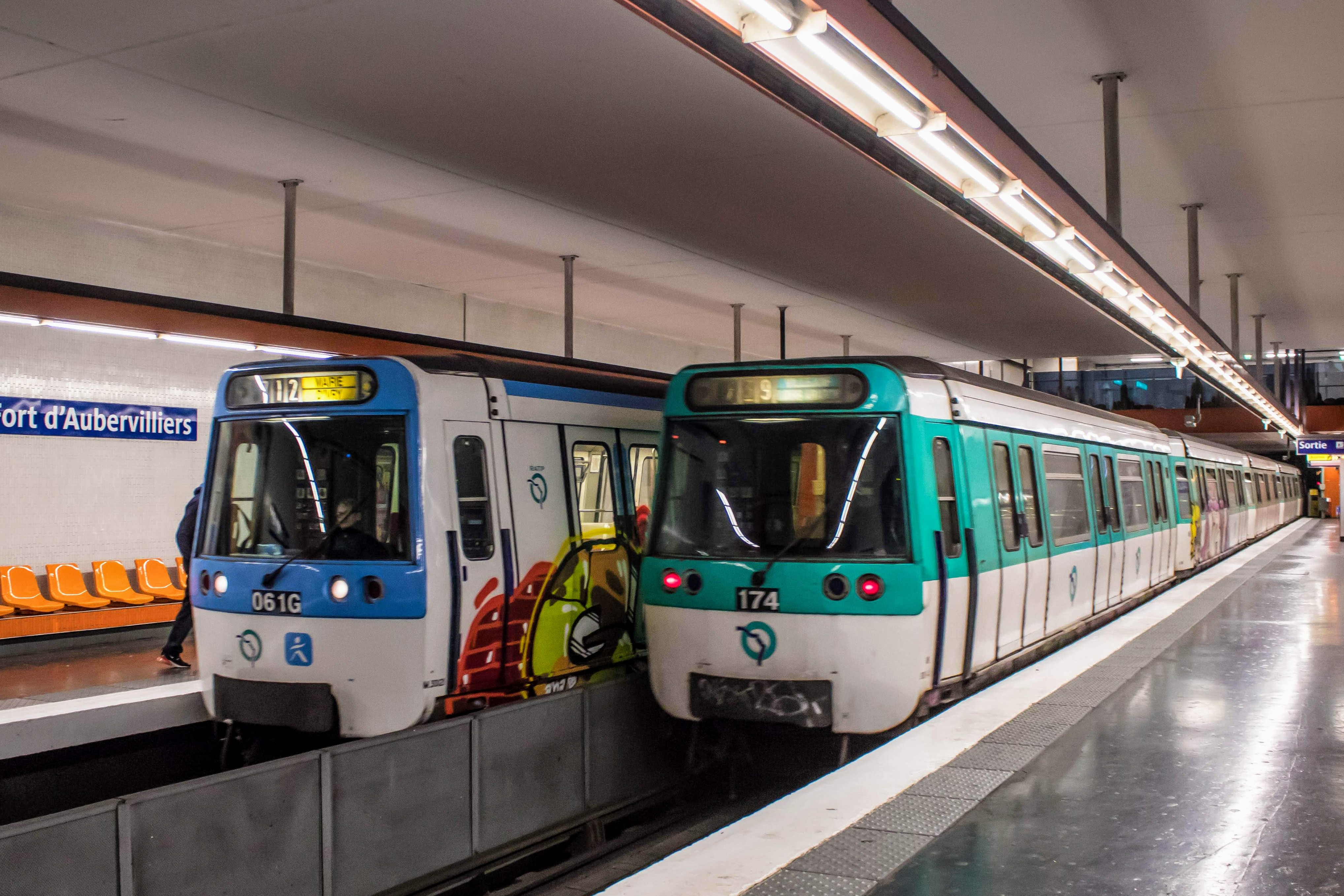
Rames de la ligne 7 du métro parisien ; à gauche, aux couleurs de l'autorité organisatrice de transports (IDFM), et, à droite, aux couleurs de l'exploitant (RATP), illustrant la confusion que peut faire naître l'ouverture à la concurrence.

L'ouverture à la concurrence de l'exploitation des lignes de transport en commun en Île-de-France est programmée en 2025 pour les lignes de bus, 2030 pour les tramways, 2040 pour les lignes de métro et RER existantes.
Les lignes nouvelles, mises en service à partir de 2020, seront mises en concurrence par l'autorité organisatrice Île-de-France Mobilités dès leur ouverture : tramways T9 et T10, CDG Express, ligne 15 sud du Grand Paris Express,, etc. Le 2 juillet 2019, l'exploitation du T9 est attribuée à Keolis, détenu à 70 % par la SNCF.
Dans le cadre de l'ouverture à la concurrence du réseau ferré existant d'Île-de-France, IDFM décide en décembre 2020 du calendrier des lignes Transilien. Le premier lot remis en jeu comprend la ligne T11, le T4 et la navette Esbly-Crécy, afin de désigner en 2022 un opérateur dont l'activité doit débuter en décembre 2023.

## Coûts techniques et financiers
En 2022, l'Autorité de régulation des transports révèle que le déploiement du système européen de gestion du trafic ferroviaire (ERTMS) nécessite des investissements lourds, qui expliquent son retard en France par rapport aux pays voisins. La solution transitoire prévue par les textes européens repose sur la mise à disposition de modules de transmission spécifiques. Cette solution transitoire n’a pas encore été mise en place en France à cette date pour les circulations sur les lignes à grande vitesse[réf. non conforme].

## Accueil et controverses

### Position de SNCF Réseau
En 2016, Patrick Jeantet, alors directeur de SNCF Réseau, déclarait que l'ouverture à la concurrence induirait une réduction des frais de structure et une meilleure productivité, ce qui permettrait de faire baisser les coûts du ferroviaire de manière à rester compétitifs avec l'avion et la route,.

### Débats politiques
En novembre 2016, la société Thello dit vouloir une loi ou un texte réglementaire qui permette de transporter des voyageurs TER avec du cabotage. La société Transdev indique être intéressé par une part de gâteau qui serait supérieure à un million de train.km.
Pour le secrétaire d'État aux Transports, Alain Vidalies, « L'ouverture à la concurrence est prévue pour 2023 et d'ici là, il faut une expérimentation ; et l'expérimentation elle-même nécessite une loi ». Au contraire, l'ancien secrétaire d'État aux Transports de 2007 à 2010, Dominique Bussereau considère que « Rien ne nous oblige à passer par la case expérimentation. Il faut aller le plus vite possible ».
Alain Juppé travaille à des propositions sur les transports de manière que les régions puissent expérimenter l'ouverture à la concurrence. Pour sa famille politique, une ordonnance permettrait de généraliser la reprise du personnel dans le cadre d'une délégation de service public.
La transition se fera sur des lignes dédiées comme la ligne Digne-Gap et la ligne Marseille-Aix, et l'ajout de lignes d'autocar ou d'autobus sur Cannes-Grasse ainsi que sur Aix-Marseille, démarche anticipée par la loi pour la croissance, l'activité et l'égalité des chances économiques.
En décembre 2016, le parlement européen adopte le « quatrième paquet ferroviaire » qui vise à ouvrir à la concurrence les lignes nationales à partir de 2020-2021 et les lignes régionales à partir de 2023, sauf exceptions.
Pour les sénateurs Hervé Maurey et Louis Nègre de la Commission du Développement durable, des Infrastructures, de l'Équipement et de l'Aménagement du territoire, la politique d'ouverture à la concurrence doit éviter que certaines sociétés se partagent la lucrative ligne Paris – Lyon, alors que la SNCF devrait assumer des lignes rurales déficitaires.
En mars 2018, la ministre chargée des Transports, Élisabeth Borne, présente le projet de loi pour un nouveau pacte ferroviaire. Le projet de loi contient huit articles. Les articles 1er à 5 autorisent le gouvernement de prendre des ordonnances, afin de faire évoluer le groupe public ferroviaire pour l'adapter à l'arrivée de la concurrence et améliorer sa performance. Ce projet de loi permet également de définir les conditions de l'ouverture à la concurrence, dans le cadre de la transposition des textes européens issus principalement du « quatrième paquet ferroviaire ».
La sécurité des trains risque de se dégrader, les compagnies - pour réaliser un meilleur bénéfice - pourraient négliger la sécurité de leurs trains mais aussi risquent de pratiquer le dumping social en faisant travailler de plus en plus les conducteurs en réduisant le personnel, dangereux également car une telle charge de travail va entraîner plus d’accident. Nous avons pu constater ceci en Grande-Bretagne les compagnies privées en tirant sur la sécurité a causé plus d’accident et 70 en 10 ans. Cependant pour Hervé Maurey, la question de la sécurité repose sur l’État et l’ART qui doivent veiller à ce que les règles de sécurité soient respectées.

### Coûts sociaux
Au niveau social, des changements sont également prévus : la SNCF a un coût d'exploitation des trains plus élevé que ses concurrents.
Les propositions de loi des sénateurs Hervé Maurey et Louis Nègre proposent que les cheminots gardent leurs rémunérations et garanties d'emploi, mais que les nouveaux entrants négocient la polyvalence ou l'organisation du travail. Le sujet est potentiellement explosif pour les syndicats,.
La CGT cheminots dénonce le démantèlement de la SNCF.
Pour les journalistes de l'Observatoire des multinationales, l'ouverture à la concurrence ferroviaire permet de baisser les salaires des employés.